# Pinanga arundinacea
Pinanga arundinacea är en enhjärtbladig växtart som beskrevs av Henry Nicholas Ridley. Pinanga arundinacea ingår i släktet Pinanga och familjen Arecaceae. Inga underarter finns listade i Catalogue of Life.